# هالی هوستون
هالی هوستون (انگلیسی: Holly Houston؛ زادهٔ ۲۵ سپتامبر ۱۹۸۹) بازیکن فوتبال اهل استرالیا است.